# Velika Rasinjica
Velika Rasinjica falu Horvátországban Kapronca-Kőrös megyében. Közigazgatásilag Apajkeresztúrhoz tartozik.

## Fekvése
Kaproncától 18 km-re, községközpontjától 8 km-re nyugatra, a Kemléki-hegységben fekszik.

## Története
Lakosságát 1948-ban számlálták meg először önállóan, akkor 72-en lakták. 2001-ben 30 lakosa volt.

## Külső hivatkozások
Rasinja község hivatalos oldala